# Application lifecycle management
Application lifecycle management (ALM) rappresenta l'unione di attività di gestione di business con attività di ingegneria del software, resa possibile dall'utilizzo di strumenti che facilitano la gestione delle fasi di: analisi dei requisiti, progetto architetturale, sviluppo, collaudo del software, gestione delle versioni, delle modifiche e della distribuzione.

## Benefici
Un processo efficace di Management del ciclo di vita delle applicazioni, supportato dei giusti strumenti può
- Aumentare la produttività, poiché il gruppo di lavoro condivide le pratiche di sviluppo e deployment, e gli sviluppatori possono focalizzarsi sui requisiti di business correnti.
- Migliorare la qualità, in modo che il prodotto applicativo soddisfi i bisogni e le aspettative degli utenti
- Eliminare le barriere di comunicazione attraverso l'efficace collaborazione ed il facile flusso di informazioni
- Accelerare lo sviluppo semplificando l'integrazione
- Tagliare i tempi di manutenzione sincronizzando lo sviluppo e la progettazione
- Massimizzare l'investimento sulle capacità, sui processi e sulle tecnologie
- Aumentare la flessibilità, riducendo il tempo ed i costi di integrazione con nuove applicazioni che soddisfano nuovi requisiti di business

## Categorie incluse nel concetto di Application Lifecycle Management

A representation of the ALM concepts.